# 14885 Paskoff
14885 Paskoff è un asteroide della fascia principale. Scoperto nel 1991, presenta un'orbita caratterizzata da un semiasse maggiore pari a 3,0971493 UA e da un'eccentricità di 0,0655684, inclinata di 10,01276° rispetto all'eclittica.